# .mw
.mw — в Інтернеті національний домен верхнього рівня (ccTLD) для Малаві.

## Домени 2-го та 3-го рівнів
У цьому національному домені є близько 65 400 вебсторінок (станом на січень 2007 року).
У наш час використовуються та приймають реєстрації доменів 3-го рівня такі доменні суфікси (відповідно, є такі домени 2-го рівня):
| Суфікс  | Регламентовані користувачі                                            |
| .ac.mw  | Наукові та дослідницькі установи, коледжі, університети або інститути |
| .co.mw  | Комерційні установи, корпорації                                       |
| .edu.mw | Наукові та дослідницькі установи, коледжі, університети або інститути |
| .gov.mw | Державні та урядові установи                                          |
| .org.mw | Неприбуткові, неурядові організації                                   |